# 荔枝碗村

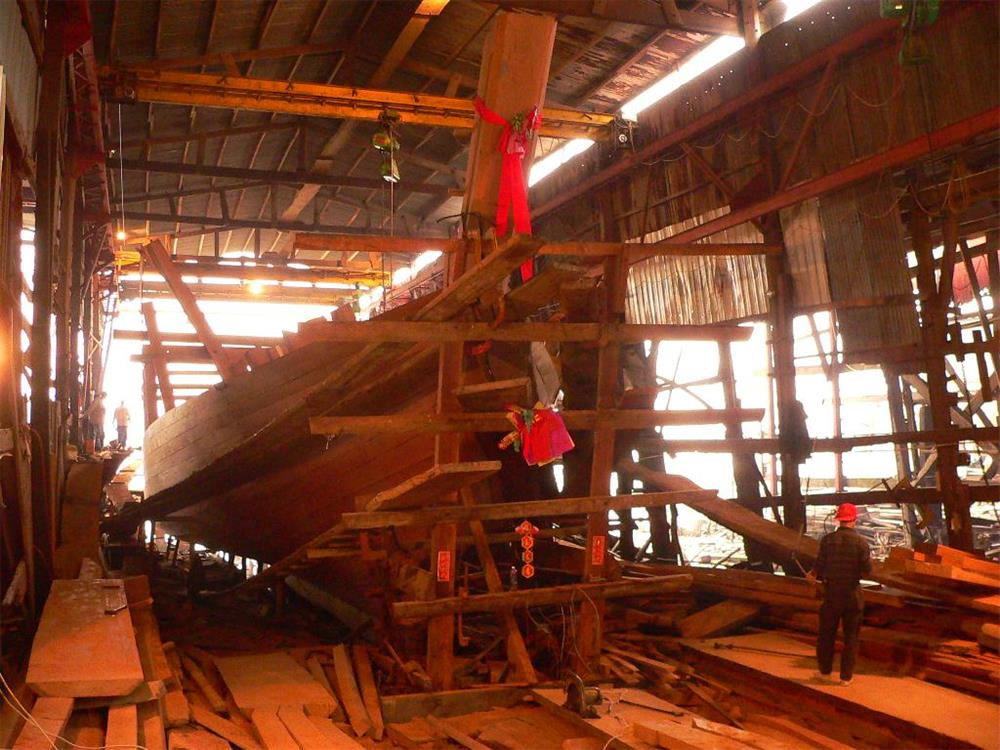
荔枝碗船廠的傳統木船

荔枝碗村（葡文：Povoação de Lai Chi Vun，英文：Lai Chi Vun Village），是位於澳門路環西南部的村落，比九澳村小。因與市區隔絕，村民逐漸減少。

## 地理位置

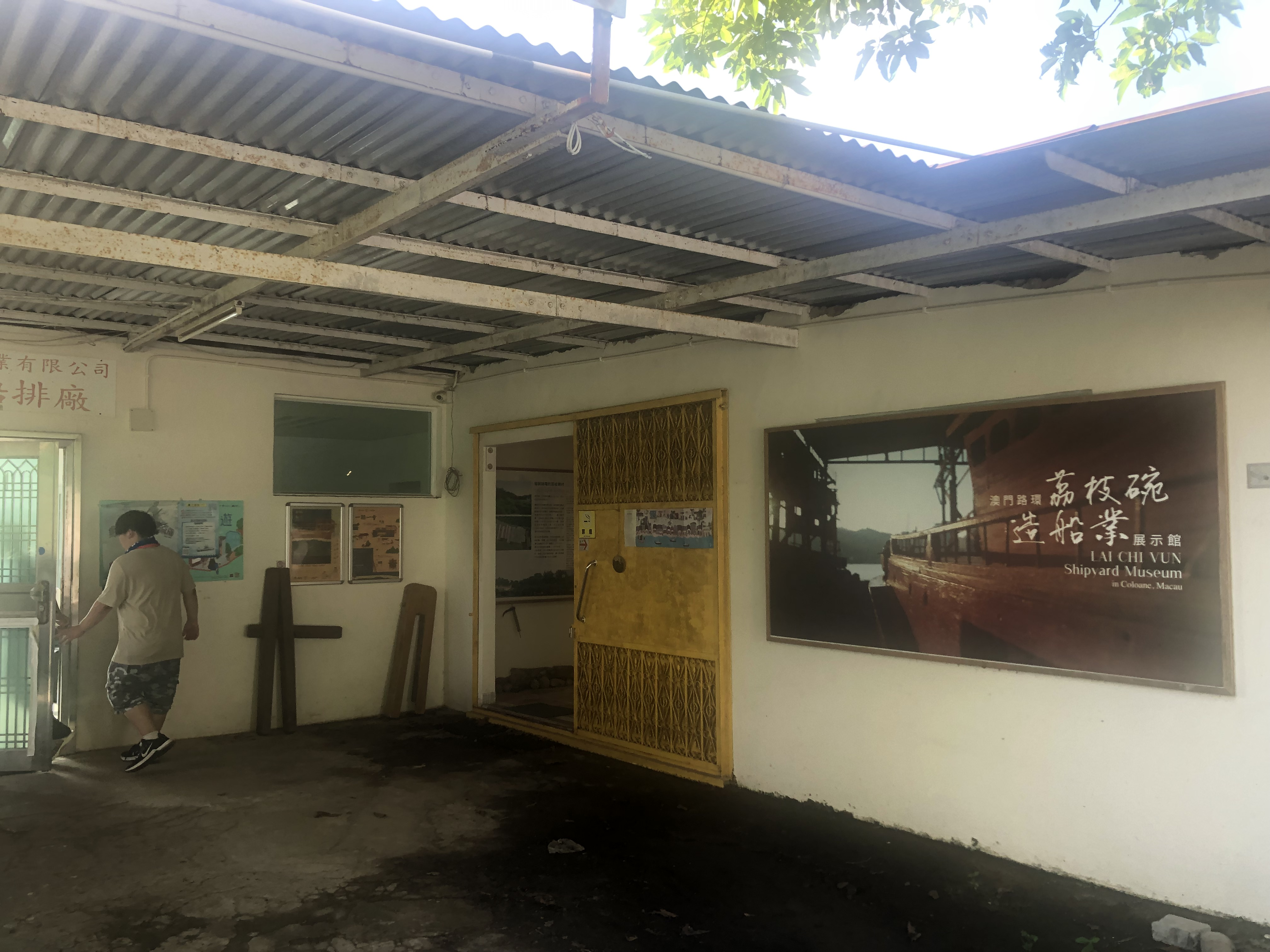
澳氹路造船業商會總部兼荔枝碗造船業展示館

荔枝碗馬路北起石排灣馬路與田畔街交界處，北面村口的標誌。該村是路環島舊村之一，村名的由來，與昔日此處曾廣植荔枝，其海灣形狀如碗有關。該村東鄰田畔村，南接路環村，村西有一小海灣——荔枝碗，隔着十字門水道與橫琴島上的澳門大學橫琴新校區遙遙相對。荔枝碗村旁為已廢棄的造船廠區。山頂路右小院子裏有平房一座，為榮樂船排廠及「澳氹路造船業商會」辦公室。沿着馬路向下走，在馬路盡頭的西面，有一個大院。院內有一座葡式平房，現為路環海關辦公樓。馬路南邊連接的是碼頭前地。在前地海邊，建有一座碼頭——路環碼頭。該碼頭曾是路環唯一的對外通道。澳門特區政府於2001年對該碼頭進行改建。
荔枝碗船廠片區的建設始於上世紀五十年代，是澳門現存最大的船廠片區，亦是華南地區保存至今較具規模的造船工業遺址之一。荔枝碗船廠片區的價值主要體現在二十世紀中後期的造船工藝、因造船業而形成的荔枝碗村的生活脈絡及村落形態，以及整個片區的景觀脈絡，特別是其親水和親山的關係。

## 保育

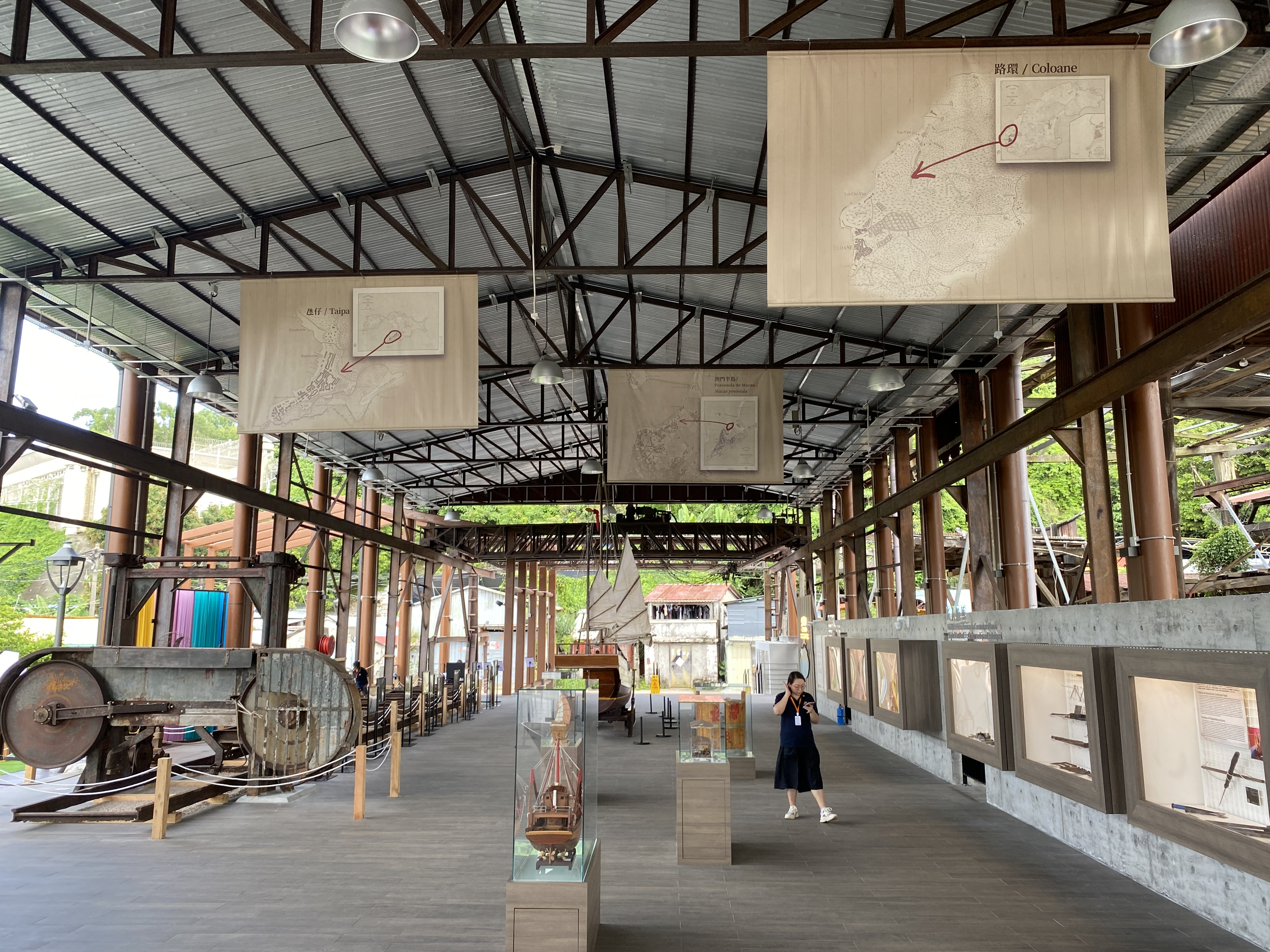
荔枝碗船廠片區X11-X15

2017年3月22日，澳門文化局收到由民間團體提交的“要求文化局對荔枝碗造船村啟動不動產類文化遺產評定程序申述文件”，要求對荔枝碗船廠片區啟動評定程序。基於前述荔枝碗船廠片區的價值特色，加上民間團體提交的資料基本符合第11/2013號法律《文化遺產保護法》第18條及第20條的規定，故此文化局按照該法律第22條的規定，對荔枝碗船廠片區啟動評定程序，並按照同一法律第24條的規定，對其評定進行公開諮詢 （页面存档备份，存于），與社會各界充份溝通，以廣泛聽取廣大市民的意見， 有學者認為荔枝碗的文化保育體現了公民層面的文化自覺，即市民大眾不是被動的、盲目的，而是能主動地、自由地、理性地對行政當局的權威及其文化政策進行討論甚至批判，令文化政策得以進一步走向公開化、透明化。同時，行政當局對這些公民聲音能夠給予充份尊重，不僅有合理的機制、渠道讓這些聲音進行討論，而且為這些公民意見能相當有效地影響，甚或決定文化政策提供可能。
2022年6月7日，澳門文化局公佈活化試點計劃詳情，先將以X-11至X-15號為首階段活化試點。當中X11地段將保留修復現有船廠結構和鎅木機，用作展覽空間。X13、X14原為木結構並已有傾側和失穩等情況，存在倒塌危險，故將以鋼結構原樣重建，維持原有船廠坡屋頂、高度、大跨度桁架結構等特徵下，打造為文創市集、攤位及餐飲空間。X12及X15現場已為平地，將維持用作開敞空間，並鋪設木板平台用作戶外開放活動。
2023年6月24日，荔枝碗船廠片區X11-X15正式啟用，其中X12-X15全天開放，總佔地約40,000平方米。片區內設專題展覽、特色市集、藝遊人駐場演出及工作坊等，並展示鋸木機、漁業和造船工具，以及設置多媒體互動遊戲，期望藉此增加遊人認識船隻的構造及船廠歷史。當局特設“歲月印記——荔枝碗村的故事”專題展覽，展示荔枝碗民生風情與滄桑變化，推動公衆了解荔枝碗船廠片區及荔枝碗村的歷史文化。X11展覽空間設開放時間為每日10:00至18:00，X12-X15空間全天開放，逢周五至周日以及公眾假期15:00至19:00設特色市集，包括10個銷售文創產品、特色紀念品；以及5個銷售特色小食及咖啡攤位。
2023年9月28日，政府跨部門公布“荔枝碗船廠片區活化計劃”詳情，並聯同銀河娛樂集團推進計劃。是次活化計劃將在現有設施基礎上，進一步研究增添多元化文旅體驗，並在後續的活化工作上，配合船廠片區歷史場景，打造為適合市民旅客享用的優質文旅休閒空間，將提升荔枝碗片區的整體形象和吸引力，保留歷史和文化的記憶，計劃設置文化藝術、歷史展示及表演空間等，打造以造船工業為主題的特色休閒活動園區。

## 鄰近交通設施

### 免費穿梭巴士
2023年6月25日起，逢周六、日及公眾假期提供兩條免費穿梭巴士路線分別由澳門半島羅保博士街及氹仔濠庭都會9至11座出發往返荔枝碗船廠片區。穿梭巴士座席有限，先到先得。第二階段接駁巴士服務由2023年8月4日起至12月31日結束，並調整部分班次及時間。
澳門半島羅保博士街 ↔ 荔枝碗船廠片區
羅保博士街開：14:00、16:00；荔枝碗開：19:00
氹仔濠庭都會第11座 → 荔枝碗船廠片區
濠庭都會開：14:30；不設回程

### 公共巴士
- 參考資料：[11]

C656 路環警察訓練營-2（Est. do Campo / PSP-2）
路線：15、21A、25、26、26A、50、N3
C659 路環街市（Mercado M. de Coloane）
路線：15、21A、26A
C686 路環市區（Vila de Coloane）
路線：25、26、50、N3

### 公共停車場
- 聯生圓形地停車場

## 資料來源
1. ↑  . macaostreets.iacm.gov.mo.   [2017-02-27]. （原始内容存档于2017-02-28）.
2. ↑  . 澳門日報. 2023-07-14  [2023-07-14]. （原始内容存档于2023-07-14）.
3. ↑  . www.culturalheritage.mo.   [2018-01-24]. （原始内容存档于2018-01-25） （中文（中国大陆））.
4. ↑  關俊雄：公民層面的文化自覺:以澳門荔枝碗文化保育為例 （页面存档备份，存于），《行政》第三十一卷，總第一百二十二期，2018 No.4，19—34 。
5. ↑  . 2022-06-08  [2023-06-25]. （原始内容存档于2023-06-27）.
6. ↑  . 力報. 2023-06-23  [2023-06-25]. （原始内容存档于2023-06-25）.
7. ↑  . 澳門日報. 2023-06-25  [2023-06-25]. （原始内容存档于2023-06-25）.
8. ↑  . 文化局（IC）. 澳門特別行政區新聞局. 2023-09-28  [2023-09-28]. （原始内容存档于2023-09-28）.
9. ↑  . 力報. 2023-06-23  [2023-06-25]. （原始内容存档于2023-06-27）.
10. ↑  . 文化局（IC）. 澳門特別行政區新聞局. 2023年8月4日  [2023年8月4日]. （原始内容存档于2023年8月7日）.
11. ↑  .   [2023-06-25]. （原始内容存档于2023-06-25）.

## 外部連結
- 路環荔枝碗村
- 荔枝碗船廠片區公眾諮詢 （页面存档备份，存于）
- 被評定的不動產 (文物建築) SC003 - 荔枝碗船廠片區 （页面存档备份，存于）
- 澳門特別行政區政府文化局 - 荔枝碗船廠片區 （页面存档备份，存于）